# Гювен Ялчин
Гювен Ялчин (тур. Güven Yalçın; нар. 18 січня 1999, Дюссельдорф) — турецький футболіст, нападник клубу «Арока».

## Клубна кар'єра
Народився 18 січня 1999 року в місті Дюссельдорф. Вихованець футбольної школи клубу «Баєр 04».
У дорослому футболі дебютував 2018 року виступами за команду клубу «Бешикташ». Гювен Ялчин перейшов з «Бешикташу» до «Лечче» на правах оренди.

## Виступи за збірні
2015 року дебютував у складі юнацької збірної Туреччини, взяв участь у 15 іграх на юнацькому рівні, відзначившись 7 забитими голами.
З 2018 року залучався до складу молодіжної збірної Туреччини. На молодіжному рівні зіграв в десяти офіційних матчах.

## Титули і досягнення
- Володар Суперкубка Туреччини (1):

«Бешикташ»: 2021